# ان مری
ان مری (استونیایی: Enn Meri؛ زادهٔ ۱۵ ژانویهٔ ۱۹۴۲) سیاستمدار و نماینده سابق مجلس اهل استونی است.